# Documento di identità macchina-leggibile
Un documento di identità macchina-leggibile (anche noto con l'acronimo inglese MRP, machine-readable passport) è un documento di identità leggibile da un sistema informatico tramite riconoscimento ottico dei caratteri.
Molti paesi hanno iniziato già negli anni Ottanta a emettere tali documenti e al giorno d'oggi quasi tutti i documenti di identità nel mondo lo sono. L'ICAO impone a tutti i suoi membri sin dal 1° aprile 2010 di emettere soltanto documenti macchina-leggibili e di far decadere tutti i documenti che non lo sono entro il 24 novembre 2015.
I documenti macchina-leggibili sono regolarmentati dal documento 9303 dell'ICAO (noto all'ISO e all'IEC come ISO/IEC 7501-1) e hanno una zona specifica macchina-leggibile (nota con l'acronimo inglese MRZ) solitamente in calce al documento d'identità. Il documento 9303 ICAO descrive tre tipi di documenti corrispondenti alle misure normate dall'ISO/IEC 7810:
- "Tipo 1" ha le dimensioni di una carta di credito e possiede una zona MRZ di tre linee da trenta caratteri.
- "Tipo 2" è piuttosto raro e possiede una zona MRZ di due linee per trentasei caratteri.
- "Tipo 3" è il libretto tipico dei passaporti. L'MRZ consta di due linee da quarantaquattro caratteri.

Il formato normato consente di specificare il tipo di documento, nome del portatore, numero di documento, cittadinanza, data di nascita, sesso e data di scadenza. Tutti questi dati sono necessari nei passaporti internazionali. Rimane tuttavia spazio per informazioni supplementari secondo quanto ciascun paese ritiene necessario. Allo stesso modo sono definiti anche i visti macchina-leggibili. Altri dati obbligatori, ma non presenti nell'MRZ, sono il luogo di nascita (l'ICAO ritiene necessario che sia perlomeno individuabile lo Stato di nascita a livello internazionale) e l'autorità e la data di rilascio.
I soli caratteri ammessi nella zona MRZ sono le ventisei lettere dell'alfabeto maiuscole, le dieci cifre dei numeri arabi e un carattere di riempimento a forma di scaglione verso destra (<). Nei campi relativi al nome del portatore, lo spazio e il trattino vengono rappresentati dal carattere vuoto, mentre l'apostrofo scompare; le lettere accentate vengono normalizzate (solitamente cancellando il segno diacritico, ma ci sono alcune eccezioni); se il nome è troppo lungo, può essere abbreviato, cosa visibile se la riga relativa al nome termina con una lettera e non già col carattere vuoto. È inoltre obbligatorio, in presenza di prenome, che compaiano i due caratteri vuoti che lo separano dal cognome e almeno una lettera del prenome.
Un computer con una fotocamera e un software apposito può direttamente leggere le informazioni nella zona MRZ. In questo modo, si velocizza notevolmente l'elaborazione di passeggeri da parte degli ufficiali della dogana, mantenendo inoltre una maggior precisione togliendo la possibilità di errore umano, rendendo così quasi immediata la possibilità di confrontare i dati dell'individuo con quelli presenti in liste nazionali di persone non grate o di liste nazionali e non di ricercati.
Oltre alla zona MRZ, molti passaporti hanno inoltre un microchip RFID che permette ai computer di leggere ulteriori informazioni, come ad esempio una foto del portatore. I passaporti che hanno un microchip RFID sono detti passaporti biometrici e sono normati dal documento 9303 dell'ICAO.
Tutti i documenti macchina-leggibili ritenuti validi per l'espatrio devono inoltre avere una traduzione in inglese o in francese dei titoli dei campi nella parte leggibile dall'uomo (e anche delle abbreviazioni dei mesi), cioè ad esempio, come nella carta d'identità italiana, Cognome/Surname, Nome/Name, ... Tuttavia, per certe carte d'identità, come quella serba, i dati invece relativi al portatore vengono presentati soltanto in alfabeto non-latino, il che ne rende controversa la possibilità di utilizzarli per l'espatrio, non essendo garantita la leggibilità per le autorità di dogana.

## Formato

### Passporto

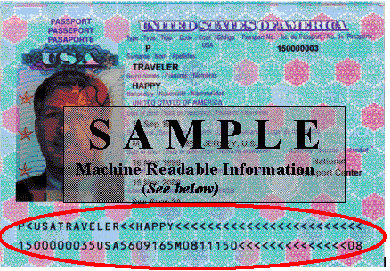
Pagina di un passaporto con zona MRZ nell'area cerchiata di rosso (foto di un passaporto statunitense)

I libretti dei passaporti hanno una pagina che contiene tutti i dati identificativi, di dimensioni 125×88 mm secondo quanto normato dall'ISO/IEC 7810, Formato ID-3. La parte MRZ si compone di due righe da quarantaquattro caratteri.
| Posizione | Lunghezza | Caratteri ammessi | Significato |
| --------- | --------- | ----------------- | --- |
| 1         | 1         | Lettera           | P (indica che è un passaporto) |
| 2         | 1         | Lettera+<         | Tipo (per i paesi che distinguono diversi tipi di passaporto) |
| 3–5       | 3         | Lettere           | Codice dell'ente emittente secondo la lista ISO 3166-1 alpha-3 più alcuni casi speciali |
| 6–44      | 39        | Lettere+<         | Nome del portatore, partendo dal cognome, seguito da due caratteri vuoti e poi dal prenome. Tuttavia, in alcuni paesi, come ad esempio in Malesia, questa distinzione non viene fatta e, quindi, il nome viene inserito interamente nel campo del cognome. |

| Posizione | Lunghezza | Caratteri ammessi | Significato                                                                                        |
| --------- | --------- | ----------------- | -------------------------------------------------------------------------------------------------- |
| 1–9       | 9         | Lettere+Cifre+<   | Numero di passaporto                                                                               |
| 10        | 1         | Cifra             | Cifra di controllo per il numero di passaporto                                                     |
| 11–13     | 3         | Lettere+<         | Cittadinanza secondo la lista ISO 3166-1 alpha-3 del portatore del passaporto                      |
| 14–19     | 6         | Cifre             | Data di nascita (anno-mese-giorno)                                                                 |
| 20        | 1         | Cifra             | Cifra di controllo per la data di nascita                                                          |
| 21        | 1         | Lettera+<         | Sesso del portatore (sono validi solo M, F e < rispettivamente per maschile, femminile, altro      |
| 22–27     | 6         | Cifre             | Scadenza del passaporto (anno-mese-giorno)                                                         |
| 28        | 1         | Cifra             | Cifra di controllo per la data di scadenza                                                         |
| 29–42     | 14        | Lettere+Cifre+<   | Numero identificativo personale se utilizzato dal paese emittente                                  |
| 43        | 1         | Cifra+<           | Cifra di controllo del precedente (viene usato 0 oppure < se il campo precedente è lasciato vuoto) |
| 44        | 1         | Cifra             | Cifra di controllo per tutti i campi non cifra di controllo della riga in questione                |

#### Visto
La zona macchina-leggibile dei visti è scandita nella stessa maniera di quella dei passaporti, solo utilizzando il carattere V anziché il carattere P e lasciando discrezione al paese emittente circa che significato dare alla seconda lettera.
È da notare, poi, che nei visti emessi dalla Federazione russa, la trascrizione dal cirillico non segue la traslitterazione anglosassone utilizzata dai passaporti, bensì un sistema interno per garantire la biiettività tra il nome trascritto e l'ortografia originale cirillica. Infatti, nella trascrizione dei passaporti, la lettera Y può significare tanto Й che Ы, nonché la prima parte delle lettere iotizzate Я e Ю. Inoltre, nel visto russo, la seconda lettera e l'ente emittente sono saltati.

### Titolo di viaggio interno

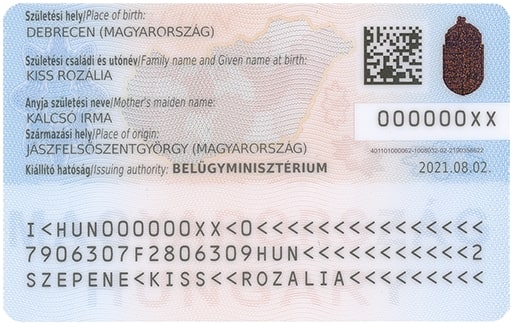
Carta d'identità ungherese (2016)

Titoli di viaggio più ridotti, come carte d'identità e passaporti interni sono solitamente nelle dimensioni normate dall'ISO/IEC 7810 formato ID-1, cioè 85,6×54 mm, ovvero la dimensione di una tessera di carta di credito. I dati MRZ sono disposti in tre righe di trenta caratteri.
Alcuni titoli di viaggio sono invece nel formato ID-2, cioè 105×74 mm e la loro zona MRZ si compone di due righe da trentasei caratteri, disposte come nei passaporti, ma riservando trentuno caratteri per il nome del portatore, sette per il numero identificativo opzionale e perdendo una delle cifre di controllo.
Per i titoli di viaggio in formato ID-1, la zona MRZ si compone così:
| Prima riga | Prima riga | Prima riga       | Prima riga |
| Posizione  | Lunghezza  | Caratteri amessi | Significato |
| ---------- | ---------- | ---------------- | --- |
| 1          | 1          | Lettere          | I, A oppure C (ciascuno indica un certo tipo di documento) |
| 2          | 1          | Lettera+Cifra+<  | Tipo specifico di documento, secondo le norme nazionali; oppure, internazionalmente i primi due caratteri sono AC per un certificato di membro di equipaggio. V non è ammesso come secondo carattere. |
| 3–5        | 3          | Lettere+<        | Codice ISO 3166-1 alpha-3 dell'ente emittente |
| 6–14       | 9          | Lettere+Cifre+<  | Numero del documento |
| 15         | 1          | Cifra+<          | Carattere di controllo sul numero del documento |
| 16–30      | 15         | Lettere+Cifre+<  | A discrezione dell'ente emittente |

Per la seconda riga:
| Posizione | Lunghezza | Caratteri amessi | Significato                                                              |
| --------- | --------- | ---------------- | ------------------------------------------------------------------------ |
| 1–6       | 6         | Cifre            | Data di nascita (anno-mese-giorno)                                       |
| 7         | 1         | Cifra            | Cifra di controllo su data di nascita                                    |
| 8         | 1         | Lettera+<        | Sesso del portatore (M, F o <)                                           |
| 9-14      | 6         | Cifre            | Scadenza del documento (anno-mese-giorno)                                |
| 15        | 1         | Cifra            | Cifra di controllo sulla data di scadenza                                |
| 16–18     | 3         | Lettere+<        | Cittadinanza del portatore                                               |
| 19–29     | 11        | Lettere+Cifre+<  | A discrezione dell'ente emittente                                        |
| 30        | 1         | Cifre            | Cifra di controllo su 6–30 (prima riga), 1–7, 9–15, 19–29 (seconda riga) |

Terza riga:
| Positions | Length | Chars     | Meaning                                                             |
| --------- | ------ | --------- | ------------------------------------------------------------------- |
| 1–30      | 30     | Lettere+< | Nome del portatore, diviso in cognome, due caratteri vuoti, prenome |

### Codici di cittadinanza
I codici di cittadinanza sono largamente quelli nella lista ISO 3166-1 alpha-3 sia per la cittadinanza del portatore, sia per l'ente emittente. Tuttavia, ci sono dei valori eccezionali non compresi nella lista:
- BAH: Bahamas (erroneamente usato in vecchi passaporti bahamesi)
- D<<: Germania
- RKS: Kosovo
- RSL: Somaliland (riconosciuto da pochissimi paesi)
- XCT: Cipro Nord (riconosciuto solo dalla Turchia)
- ZIM: Zimbabwe (erroneamente usato in vecchi passaporti zimbabuesi)

Codici di cittadinanza del Regno Unito:
- GBD: Territorio d'Oltremare Britannico, cioè
  - Akrotiri e Dhekelia
  - Anguilla
  - Bermuda
  - Georgia del Sud e Isole Sandwich Meridionali
  - Isole Cayman
  - Isole Pitcairn
  - Isole Vergini Britanniche
  - Isole Turks e Caicos
  - Montserrat
  - Territorio Antartico Britannico
  - Territorio Britannico dell'Oceano Indiano (annesso dalle Maurizio nel maggio 2025)
  - Sant'Elena, Ascensione e Tristan da Cunha
- GBN: Nazionale Britannico d'Oltremare[4], relativo a Hong Kong. Non valido come ente emittente
- GBO: Cittadino Britannico d'Oltremare[5], ossia persone registrate come cittadini britannici di un territorio coloniale che ha ottenuto l'indipendenza dopo il 1948 oppure i loro discendenti. Non valido come ente emittente
- GBP: Appartenente a un Protettorato Britannico[6], ossia persone registrate come cittadini britannici di un protettorato oppure di un mandato della Società delle Nazioni sotto egida britannica avente in seguito ottenuto l'indipendenza oppure i loro discendenti. Non valido come ente emittente
- GBR: Regno Unito[7], compresi Gibilterra, Isola di Man, Isole del Canale (Baliati di Guernsey e Jersey) e Isole Falkland
- GBS: Suddito Britannico[8], riferentesi ai cittadini dell'Impero Britannico registrati in territori diventati indipendenti entro il 1949 e ai loro discendenti. Non valido come ente emittente. I territori sono:
  - Birmania (indipendenza ottenuta il 4/1/1948)
  - Ceylon (indipendenza ottenuta il 4/2/1948)
  - Egitto (indipendenza ottenuta il 28/2/1922)
  - Irlanda (indipendenza ottenuta il 18/4/1949)
  - Impero anglo-indiano, oggi India, Pakistan e Bangladesh (indipendenza ottenuta il 14/8/1947)
  - Transgiordania (indipendenza ottenuta il 25/5/1946)

Si noti, per il caso dei territorî britannici, che i codici dei territorî possono esser utilizzati per l'ente emittente, ma si preferisce usare GBR o GBD a seconda del caso.
Organizzazioni sovranazionali (non valide come cittadinanza del portatore):
- AU<: Unione Africana[9]
- EUE: Unione europea
- UNA: Agenzia specializzata delle Nazioni Unite
- UNK: UNMIK (valido come cittadinanza del portatore; utilizzato nel periodo 1999-2008 per i kosovari che non potevano o non volevano utilizzare passaporti serbi)
- UNO: Nazioni Unite
- XBA: Banca africana di sviluppo
- XIM: Banca di Importazioni ed Esportazioni Africane
- XCC: Comunità Caraibica
- XCO: Mercato comune dell'Africa orientale e meridionale
- XEC: Comunità economica degli Stati dell'Africa occidentale
- XPO: Interpol
- XOM: Ordine di Malta

Mancanza di cittadinanza (non valide come ente emittente):
- XXA: Apolide, secondo la convenzione del 1954
- XXB: Rifugiato, secondo la convenzione del 1951
- XXC: Rifugiato non coperto dalla convenzione del 1951
- XXX: Sconosciuto o non valido, che si utilizza:
  - Se il paese di cittadinanza non è legalmente riconosciuto dall'ente emittente (ad esempio, nel passaporto israeliano di un cittadino palestinese)
  - Se il portatore è apolide, ma non riconosciuto ai sensi della convenzione del 1954
  - Infine, se non si può risalire a nessun dato valido (caso limite estremo)

Sono inoltre stati usati due valori fittizi: NSK per la Neue Slowenische Kunst e WSA per il passaporto mondiale della World Service Authority.
Per i documenti di esempio, viene utilizzato il codice fittizio UTO, assegnato all'Utopia. Sono tecnicamente validi i codici di entità decadute, come SUN (Unione Sovietica), ma non potendo queste entità emettere nulla, né potendo una persona portare cittadinanza di entità decadute, questa validità è da considerarsi utile solo a fini archivistici. Sono altrettanto validi anche codici di territori come ad esempio GIB per Gibilterra, ma le leggi locali non riconoscono una cittadinanza gibilterrina né un ente gibilterrino autorizzato all'emissione dei passaporti.

### Problema del passaporto uruguaiano
Nei passaporti dell'Uruguay, il campo relativo alla cittadinanza del portatore è invece occupato dal paese di nascita del portatore, rendendo il passaporto erroneo per cittadini naturalizzati. Questo è dovuto al fatto che in inglese, lingua in cui è redatto il documento ICAO, nationality è utilizzato in maniera abbastanza fluida per rappresentare sia la nazionalità sia la cittadinanza e le autorità uruguaiane hanno optato per la prima opzione. Ad ottobre 2023, le autorità uruguaiane sono state informate della problematica e promettono risolvere il problema in futuro.

### Calcolo delle cifre di controllo
Le cifre di controllo sono calcolate moltiplicando il valore assegnato a una lettera o a una cifra (il carattere vuoto < vale zero) per la posizione che essa occupa. Dopodiché, fattane la somma, si prende il resto in modulo dieci. Per le cifre, il valore intrinseco è quello della cifra stessa (il che significa che non c'è modo di distinguere fra la presenza di un carattere vuoto e di uno zero), mentre per le lettere si aggiunge nove alla posizione che esse occupano nell'alfabeto (dunque, A è la prima lettera e ha valore intrinseco 10, B è la seconda lettera e ha valore intrinseco 11, ...).

### Nome del portatore
La sezione 6 del documento 9303 specifica come normalizzare i caratteri speciali e accentati. Di solito, basta cancellare il segno diacritico corrispondente (o scogliere la legatura, nel caso di æ, œ, ij), ma ci sono delle eccezioni contemplate:
- å → AA
- ä → AE
- ð → DH (ma l'Islanda preferisce usare una semplice D)
- ñ → NXX (concesso[10], ma i documenti in lingua spagnola preferiscono semplicemente cancellare la tilde
- ß → SS
- þ → TH
- ö → OE
- ü → UE (preferito in area germanica) o UXX (nei documenti spagnoli, si preferisce una semplice U)

Nell'area germanica, le trascrizioni di cui sopra che deviano al principio di cancellazione semplice del diacritico sono tradizionalmente adottate già da secoli, dunque i signori Müller, Gößmann, Hämäläinen venivano già tradizionalmente normalizzati in MUELLER, GOESSMANN, HAEMAELAEINEN. Ad ogni modo, per ovviare alla lieve discrepanza, nei passaporti austriaci viene comunque esplicitata l'equivalenza.
Per i vari segni di interpunzione, come l'apostrofo, il punto, la virgola, questi vengono saltati in trascrizione, ad eccezione del trattino, che viene equiparato ad uno spazio e quindi rappresentato col carattere di riempimento <. Nelle carte d'identità italiane, l'apostrofo (anche come sostitutivo dell'accento) viene mostrato nella zona macchina-leggibile col carattere di riempimento <, il che significa che l'ipotetico signor Giosuè D'Amico si troverebbe DAMICO<<GIOSUE sul passaporto, ma D<AMICO<<GIOSUE< in calce alla carta d'identità.
Per altri alfabeti, l'ICAO mette a disposizione tabelle per il cirillico, per l'arabo e per il persiano. Queste ultime due sono state consigliate dall'Interpol per ovviare al problema delle tante forme possibili di trascrizione dell'arabo esistenti, ma si rivelano secondarie, perché nei paesi in cui la scrittura araba è ufficiale, i registri anagrafici sono scritti sia in alfabeto arabo sia in alfabeto latino, utilizzando quest'ultimo come base per la trascrizione e la zona MRZ.
Nei visti e nei passaporti interni russi, invece, le trascrizioni dal cirillico usano un sistema interno che permette la biettività altrimenti perduta negli standard ICAO.
Per quel che riguarda i nomi, il portatore potrebbe avere più prenomi ed esser conosciuto soltanto con uno, non necessariamente il primo. Si raccomanda di utilizzare tutti i nomi che compaiono quando bisogna salire su un aereo oppure registrarsi presso un albergo; se i nomi sono troppo lunghi, allora si può usare la trascrizione troncata presente nella zona MRZ. L'anagrafe italiana, in passato, offriva la possibilità negli atti di nascita di indicare una persona con più prenomi, ma rendendone legale solo uno, a patto che fosse separato dagli altri con una virgola (Giovanni,Mario,Antonio in un atto di nascita si riferirebbe a una persona il cui unico nome legale è Giovanni); al giorno d'oggi, tale pratica non è più considerata valida..
Poiché la maniera di esplicitare un antroponimo varia a seconda della lingua e della tradizione locale, la zona leggibile dagli umani di un passaporto può non dividere nome e cognome, il che può creare problemi ad autorità straniere non abituate a tali casi. Se non è possibile distinguere il cognome dal nome, la pratica adottata è di inserire l'intero blocco nel campo cognome e lasciare vuoto il campo nome, anche se in pratiche d'immigrazione a volte è stato fatto il contrario. Per via, inoltre, delle differenze linguistiche, una persona può erroneamente ritenere che il proprio secondo cognome conti come middle name in moduli in lingua inglese: la norma ICAO non prevede l'esistenza di middle name, ma solo di un cognome (last name) e di un prenome (first name), anche se per documenti a uso interno di un paese si può risalire a una primaria esistenza di un terzo elemento, come un secondo cognome o un patronimico.
Un altro problema può riguardare l'incongruenza circa quale cognome una donna maritata debba utilizzare: in certe legislazioni, la donna maritata assume il cognome del marito (opportunamente cambiato di genere, se la lingua lo richiede), mentre in altre no. Questo può causare incongruenze se la persona è registrata sotto il cognome da nubile, ma il documento usa il cognome del marito, o viceversa.

## Servizio Alloggiati
Dal 2013, i gestori di alberghi e luoghi di ristoro hanno l'obbligo di comunicare alla Questura tramite il sito Servizio Alloggiati i dati identificativi dei loro ospiti. I documenti validi più in uso sono passaporto, carta d'identità e patente di guida, i primi due spesso congruenti alle norme dei documenti di identità macchina-leggibile.
Tuttavia, a giugno 2025 ancora non sono state esplicitate norme che regolino casi particolari, come il passaporto taiwanese, dove viene indicato sia il nome in lingua cinese, sia un alias di utilizzo internazionale; come normalizzare correttamente i nomi con segni diacritici; se includere o meno il patronimico dai documenti russi. Inoltre, la tabella dei paesi validi, da utilizzarsi per i campi di nazionalità, cittadinanza e luogo di emissione documento (se il paese è l'Italia, va sostituito col comune per quel che riguarda nazionalità e luogo di emissione), non prevede molti casi storici e speciali: un cittadino italiano nato nell'Unione Sovietica si ritroverà un documento in cui viene indicato come nazionalità l'URSS, ma il portale ufficiale non consente tale valore; una persona con un passaporto regolarmente rilasciato dalle Nazioni Unite oppure dall'Unione europea non può essere iscritto con quel documento, perché l'ente emittente non è contemplato (similmente, poi, il caso di un documento emesso dalla Repubblica Italiana tramite consolato o ambasciata estera, che non compaiono nella lista dei comuni); una cittadinanza non canonica può essere emessa solo come apolide (corrispondente ad XXA).
Queste incompatibilità con documenti che seguono standard ICAO possono far venir meno il principio teleologico della comunicazione alla Questura dei dati di soggiornanti, cioè incrociare automaticamente con liste di persone non grate e ricercati. Infatti, volendo noi porre per esempio un ricercato dall'Interpol cittadino bosniaco Недељко Чабриновић (Nedeljko Čabrinović) nato in Jugoslavia, i dati presenti nell'MRZ lo identificano come CABRINOVIC NEDELJKO, cittadino bosniaco (BIH) e l'Interpol inoltre specifica la sua nazionalità come jugoslava (YUG); l'albergatore potrebbe approssimare il cognome in Chabrinovic (non sapendo come trattare la Č) e, inoltre, si troverebbe ad assegnare un codice di nazionalità errato (ad esempio, mettendo Bosnia); a questo punto, il computer non sarebbe in grado di individuare che l'ospite Chabrinovic nato in Bosnia sia la stessa persona del ricercato Čabrinović nato in Jugoslavia.